# Ligne 51B (Infrabel)
Pour les articles homonymes, voir Ligne 51.
Ne doit pas être confondu avec Ligne 51 (Infrabel) ou Ligne 51A (Infrabel).
La ligne 51B, et une ligne ferroviaire belge, du réseau Infrabel. Le tracé principal relie l'embranchement de Dudzele et la Gare de Knokke et le tracé 51B/1 de Y Boudewijnkanaal à Y Ter Doest permet de relier Knokke et Zeebruges sans changement de sens.
Cette ligne donne également accès (à la bifurcation Y Pelikaan) à la ligne à marchandises 202B (nl) desservant les faisceaux Pelikaan, Ramskapelle et Britanniadok du port de Zeebruges.